# Königskrönung Friedrichs III. von Brandenburg

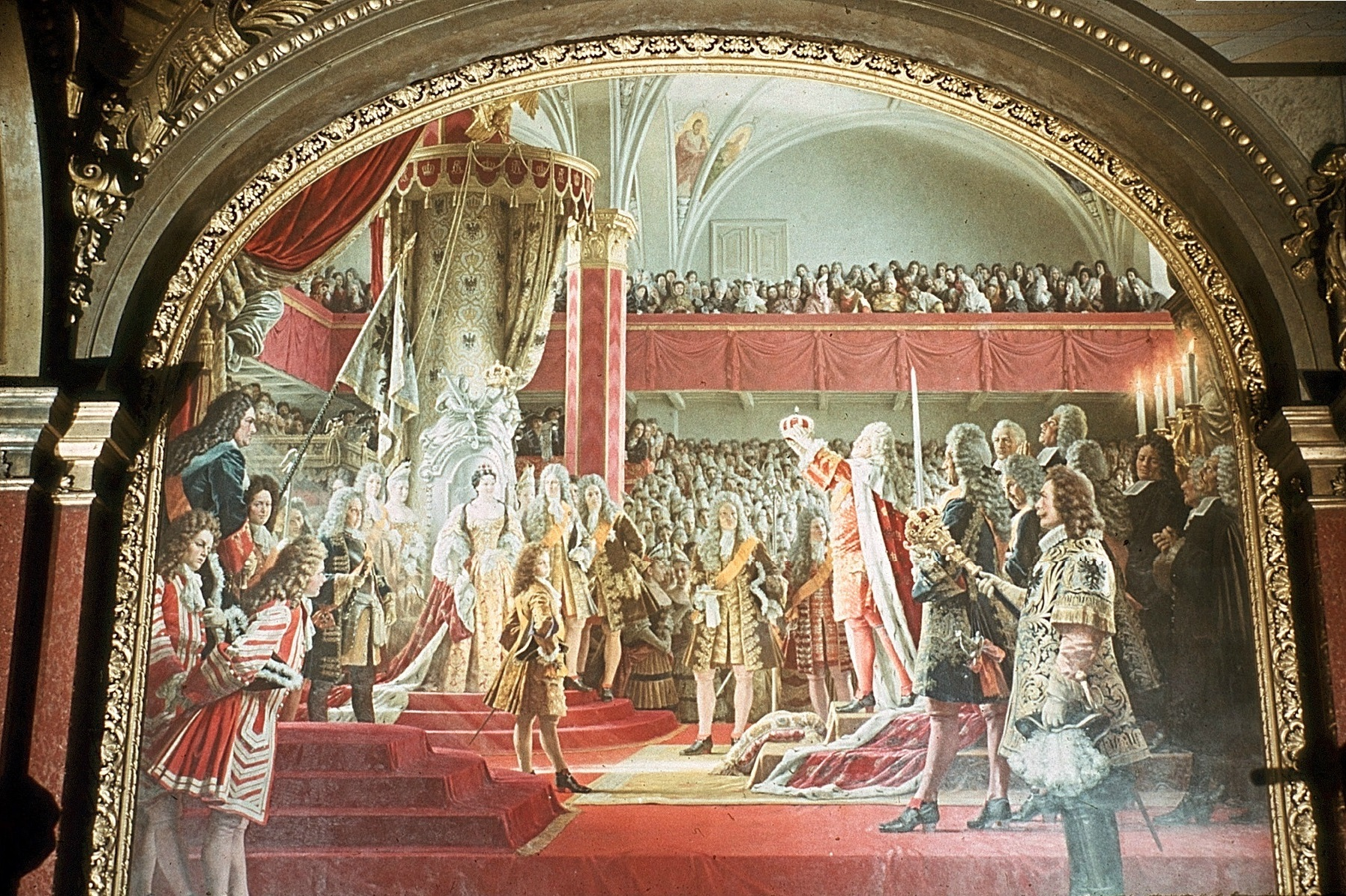
Anton von Werner: Krönung Friedrichs I., Historien-Wandgemälde (1887) in der 1945 zerstörten Ruhmeshalle Berlin

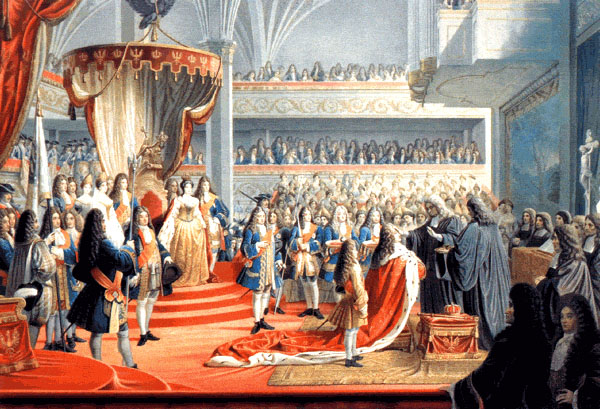
Salbung Friedrichs I. durch zwei evangelische Bischöfe nach erfolgter Krönung, Königsberg 1701

Die Königskrönung Friedrichs III. von Brandenburg zum König Friedrich I. in Preußen fand am 18. Januar 1701 in Form einer Selbstkrönung statt. Möglich war sie dem Kurfürsten als souveräner Herzog in Preußen. Er krönte sich in Königsberg, der Hauptstadt des Herzogtums Preußen, das dadurch zum Königreich Preußen wurde.
Durch die Rangerhöhung gelang es dem Kurfürsten von Brandenburg, die von ihm in Personalunion regierten, weit verstreuten Territorien des entstehenden brandenburg-preußischen Staates mit größerer Autorität nach außen zu vertreten und innerlich zu einen. Der Königstitel bezog sich auf das Herzogtum Preußen, das außerhalb des Heiligen Römischen Reiches lag; im Reich selbst trug der gewählte und gekrönte Nachfolger des regierenden Kaisers, der Rex Romanorum oder der König in Germanien den Königstitel, sowie der König von Böhmen. Es hatte schwieriger diplomatischer Bemühungen Friedrichs III. mit Kaiser Leopold I. bedurft, um vertraglich von ihm die Anerkennung der Königswürde der brandenburgischen Hohenzollern im Reich und international zu erreichen.
Die Entscheidung zugunsten Friedrichs fiel nicht zuletzt vor dem Hintergrund des drohenden Krieges der Häuser Habsburg und Bourbon um das Erbe Spaniens.
Da Preußen 1466 in das polnische Preußen Königlichen Anteils und das spätere Herzogtum geteilt war, hatte sich der Titel nur von Herzog in Preußen zu König in Preußen ändern können. Die Standeserhöhung berührte weder die Bestimmungen im Vertrag von Bromberg noch die rechtliche Stellung des Königs von Polen im Preußen Königlichen Anteils.

## Zeitnahe Rangerhöhungen von Fürsten im Heiligen Römischen Reich
Friedrichs III. Streben nach einer Königskrone erwies sich ausgangs des 17. Jahrhunderts nicht als Ausnahme. So gab es zeitnah drei Fälle von Rangerhöhungen in Europa: Eine Rangerhöhung außerhalb der Reichsgrenzen stellte die Übernahme der englischen Königskrone durch das Haus Oranien am 13. Februar 1689 dar. Der Kurfürst Friedrich August I. von Sachsen erlangte 1697 in Polen nach Übertritt zum katholischen Glauben als August II. die Königswürde. Im Haus Hannover fiel 1701 durch den Act of Settlement der Ehefrau des Kurfürsten Ernst August, Sophie von der Pfalz, die Anwartschaft auf den englischen Thron zu. Ihr Sohn, Kurfürst Georg Ludwig, konnte ihn 1714 besteigen. Allen Rangerhöhungen war gemein, dass kein Herrscher auf seine angestammten Besitztümer und Standesrechte im Reich verzichten musste.
Auch die Pfälzer Kurfürsten und die bayerischen Herzöge aus dem Geschlecht der Wittelsbacher strebten nach Einflusserweiterung durch Erhöhung in den Königsstand. Dabei versuchten diese Landesfürsten, ihre Interessen ebenfalls durch Berufung auf Besitzungen außerhalb des Reichsgebiets durchzusetzen. Kurfürst Max Emanuel von Bayern versuchte im Spanischen Erbfolgekrieg die Erbansprüche seines Sohnes Joseph Ferdinand auf den spanischen Königsthron durchzusetzen – allerdings ohne Erfolg. Durch Tausch Altbayerns gegen die Österreichischen Niederlande wollte Kurfürst Karl Theodor König von Burgund werden – ebenfalls ohne Erfolg.

## Vorgeschichte

### Motivation und Ursachen
Über die Motive Friedrichs III. wurde von der Nachwelt, insbesondere von seinem Enkel Friedrich II., vielerlei gemutmaßt. Dabei greift die Reduzierung auf reine Prunksucht zu kurz. Als Kurfürst Friedrich III. 1688 nach dem Tode seines Vaters dessen Nachfolge antrat, waren die hohenzollerschen Lande infolge des Testamentes seines Vaters von Aufteilung und Zersplitterung durch Erbteilung bedroht. Unter Verstoß gegen das seit 1473 geltende Hausgesetz der Hohenzollern, die Dispositio Achillea, sollte Brandenburg-Preußen auf die fünf Söhne Friedrich Wilhelms (Friedrich selbst und seine vier Halbbrüder) aufgeteilt werden. Nach langwierigen Verhandlungen und Rechtsgutachten gelang es dem Thronfolger, sich bis 1692 gegen seine Geschwister durchzusetzen und die Einheit des Landes zu bewahren. Friedrich erkannte, dass eine gesamtstaatliche Klammer für seinen zerrissenen Staat notwendig war, um künftig drohende Aufteilungen zu verhindern und die einzelnen Landesteile zu vereinheitlichen.
Ein weiterer Antrieb war der Wunsch nach königlicher Würde, die Friedrich außenpolitisch weiteres Gewicht zu geben versprach. Die langanhaltende und gefestigte Dominanz der Habsburger Dynastie im Reich bestärkte den Kurfürsten, sich einem drohenden Rang- und Machtverlust durch eine Rangerhöhung auf einem nicht zum Reich gehörenden Gebiet zu entziehen. Als König eines Reichsterritoriums hätte Friedrich den römisch-deutschen Kaiser als Oberherrn gehabt, als König eines außerhalb des Reichs gelegenen Gebietes war er dagegen „sein eigener Herr“. Damit verzichtete der Kurfürst allerdings auch auf eventuelle Anrechte bei einer neuerlichen Kaiserwahl.
Ein drittes wichtiges Motiv bildete das Zeremonialwesen, das den Rang eines Fürsten anzeigte und daher unmittelbare politische Bedeutung hatte.

„In unserem Teutschland hat man angefangen, von der Zeit an, da der Münstersche und Osnabrückische Friede [1648] geschlossen worden, sich mehr um das Zeremonial-Wesen zu kümmern … Die Staats-Ceremoniel-Wissenschaft reguliert die Handlungen der grossen Herren …“

### Unmittelbarer Anlass
Bemühungen zum Erwerb einer hohenzollerschen Königskrone gab es bereits unter dem Großen Kurfürsten, der 1676 von Leibniz ein Rechtsgutachten zu der Frage erstellen ließ. Die Bemühungen blieben jedoch weitgehend erfolglos. Erst ab den 1680er Jahren schrieb ihn der französische König Ludwig XIV. mit der Anrede mon frère (mein Bruder) an, der sonst nur für gekrönte Häupter vorgesehen war.
Ein Auslöser für seine Bestrebungen nach der Königskrone war ein Rangeklat bei einem Treffen mit Wilhelm von Oranien in Den Haag im Jahre 1691, als Henry Bentinck, 1. Duke of Portland, im Vorfeld des Treffens Friedrich III. darauf aufmerksam machte, dass sich zuerst König Wilhelm auf einen Armstuhl zur Tafel setzen werde, während der Kurfürst an zweiter Stelle auf einem einfachen Stuhl Platz zu nehmen habe. Nach Friedrichs Protest fand die Zusammenkunft schließlich im Stehen statt.

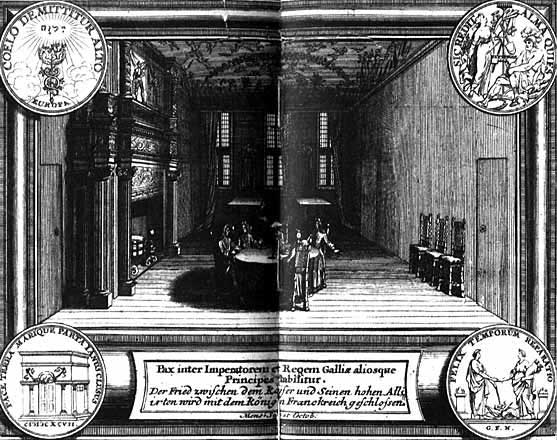
Friedensverhandlungen von Rijswijk 1697
zeitgenössischer Kupferstich

Ein weiteres wichtiges Moment stellten die Friedensverhandlungen in Rijswijk 1697 dar, die den 1688 ausgebrochenen Pfälzischen Erbfolgekrieg zuungunsten des Heiligen Römischen Reiches beendeten. In den Verhandlungen überschritt die kaiserliche Dominanz gegenüber den Reichsfürsten, insbesondere gegenüber Brandenburg, die Grenzen der Demütigung. Die Politik der Habsburger war immer noch vom konfessionellen Gegensatz zwischen Katholiken und Protestanten geprägt. So galt es aus Sicht der Habsburger zu verhindern, dass sich im Norden des Reiches eine starke protestantische Macht etablierte.
Obwohl Friedrich III. sich von Anfang an bei der Verteidigung des Reiches beteiligt und den Kaiser mit Truppen bei der Verteidigung gegen die Türken unterstützt hatte, wurde jede ernsthafte Mitwirkung beim Friedensschluss wegen fehlender Rechte verwehrt. So erlaubte der Kaiser lediglich die Entsendung je eines Vertreters für die Kurfürsten zu den Verhandlungen mit der Begründung, dass die zwei gewährten Vertreter in vorherigen Friedensverhandlungen Gnadenakte gewesen seien, die nicht zur Regel werden dürften. Weiterhin wurde die brandenburgische Forderung nach einer Vollmacht der Franzosen zum Friedensschluss mit Brandenburg durch die habsburgischen Vertreter trotz einer vorliegenden Kriegserklärung Brandenburgs nicht erfüllt. Selbst die noch ausstehenden Subsidien einzutreiben gelang nicht. Die europäischen Großmächte ignorierten den Kurfürsten und seine Wünsche – eine demütigende Erfahrung für Friedrich III.
Friedrich III. schrieb hierzu an seinen Bevollmächtigten Wolfgang von Schmettau in einem Brief:

„Es kann uns nichts so empfindlich sein, als dass wir so, wie es allem Anschein die Kaiserlichen vorhaben, vor den Augen von ganz Europa beschimpft werden.“

Rijswijk hat im Ergebnis Friedrich seine Abhängigkeit vom Haus Habsburg erkennen lassen. Sein schon seit längerem erwogener Gedanke der Königskrönung im souveränen Preußen verfestigte sich endgültig als einzige Möglichkeit, diese für Brandenburg-Preußen fruchtlose Abhängigkeit zu überwinden.

„In finem dass ich anders als durch annehmung der Königlichen würde sollte die Honores Regios vohr mich und meine Ministros erhalten können, darzu sehe Ich schlechte apparentz. Dan solange ich nichtes mehr als ein Churfürst bin, opponieret man Mihr allemahl.“

## Das Herrschaftsgebiet des Kurfürsten FriedrichIII.
Das Herrschaftsgebiet Friedrichs III. untergliederte sich in verschiedene Gebiete, die sich vom Rhein bis zur Memel erstreckten. Dabei ragten zwei Landesteile auf Grund ihrer Größe heraus: die Mark Brandenburg sowie das historisch vom Reich unabhängige Herzogtum Preußen.

### Mark Brandenburg

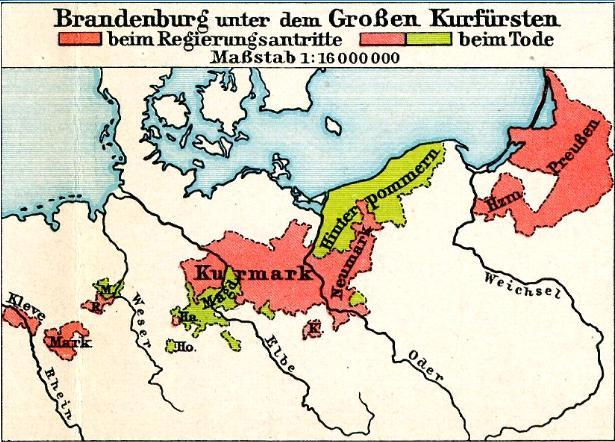
Brandenburg-Preußen um 1700 (rot und grün)
Karte aus F.W. Putzgers Historischer Schul-Atlas, 1905

Die Mark Brandenburg befand sich bereits seit 1415 im Besitz der Hohenzollern. Eine Erhebung dieses wichtigsten Landesteils zu einem Königreich konnte allerdings nur durch den Kaiser geschehen, da die Mark Bestandteil des Reiches war. Eine Zustimmung des Kaisers zu dieser Frage war aber abwegig, da dies den Argwohn anderer Kurfürsten angeheizt und die Stabilität des Reiches weiter geschmälert hätte, ferner musste ein Königreich aus damaliger Sicht vollständig unabhängig sein.

### Herzogtum Preußen
Als diplomatischer Ausweg bot sich das seit 1618 in hohenzollerschem Besitz befindliche Herzogtum Preußen an, vormals Bestandteil des Deutschordensstaates, das aufgrund mittelalterlicher Rechtsauslegungen, wie der Goldenen Bulle von Rimini (1226) sowie der Papstbulle von Rieti (1231), nicht zum Heiligen Römischen Reich Deutscher Nation gehörte. Die Lehensabhängigkeit vom Königreich Polen, der das 1525 säkularisierte Ordensland seit dem Zweiten Frieden von Thorn 1466 unterlag, hatte Kurfürst Friedrich Wilhelm 1657 im Vertrag von Wehlau mit dem polnischen König Johann II. Kasimir sowie im 1660 reichsrechtlich ratifizierten Vertrag von Oliva für sich und alle seine Nachfolger beseitigt. Daher war Friedrich III. als Herzog in Preußen ein europäischer Souverän und hätte sich auch ohne kaiserliche Anerkennung zum König erheben können.

## Verhandlungen

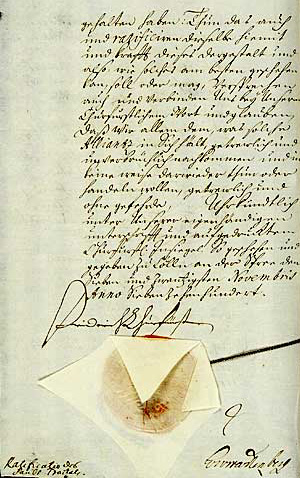
Urkunde der Ratifizierung des Krontraktats am 27. November 1700 durch Friedrich III., Kurfürst von Brandenburg.

Nach dem Rangeklat 1691 beauftragte Friedrich III. seine Geheimräte, ein Gutachten zu den Möglichkeiten einer Rangerhöhung anzufertigen. Eberhard von Danckelman befürchtete eine unverantwortliche Steigerung des Repräsentationsaufwandes und die drohende Gefahr der politischen Isolation, wenn die Rangerhebung international nicht anerkannt werden würde. Das Urteil der Geheimen Räte fiel einhellig negativ aus, dennoch sollte die Rückstellung der Königsfrage nur vorläufig sein, bis eine bessere politische Konstellation eintrat. Ein erster Anlauf Friedrichs zu dieser Sache im Jahre 1694 wurde von der Wiener Geheimen Konferenz abgelehnt. Der Vorstoß Friedrichs steigerte am Wiener Hof das Misstrauen gegenüber dem Kurfürsten. Bis 1697 kühlten die Beziehungen auch aufgrund weiterer Streitfälle bis zum Gefrierpunkt ab.
Am 27. Juni 1696 sagte August der Starke für Kursachsen verbindlich zu, gegebenenfalls eine preußische Königskrone anzuerkennen. Ende 1696 schloss Friedrich einen geheimen Vertrag mit dem bayerischen Kurfürsten ab, in dem sich beide Seiten gegenseitige Unterstützung bei der Erlangung der Krone zusicherten. Jedoch blieb dieser Vertrag ohne Folgen.
Die Aufnahme ernsthafter Bemühungen in der Königsfrage erfolgten erst wieder, nachdem Danckelman, ein entschiedener Gegner des Projektes, im November 1697 gestürzt worden war. Friedrich III. forderte im November 1698 zum zweiten Male seine Geheimräte auf, sich gutachterlich zur Königsfrage zu äußern. Sie schätzten die Sache aufgrund günstiger außenpolitischer Entwicklungen positiver ein. So zeichnete sich die Frage der spanischen Erbfolge ab, wofür Habsburg Verbündete brauchte. Die mögliche Einflussnahme auf Leopold I. schien den brandenburgischen Geheimen Räten entsprechend hoch zu sein. Im Dezember begannen die Verhandlungen mit führenden Vertretern des habsburgischen Kabinetts, allerdings zunächst auf informeller Ebene. Anfang März 1699 wurden die Verhandlungen durch kaiserliche Beauftragung auf Ministerebene geführt.
Am 3. März 1700 gab der Kaiser einem brandenburgischen Gesandten zu der Kronenfrage eine erste Audienz. Die weiteren Verhandlungen zwischen Berlin und Wien gestalteten sich lang und zäh. Aus Brandenburger Sicht war wichtig, dass der Königstitel vom katholischen Reichsoberhaupt nicht verliehen (creirt), sondern nur anerkannt (agnosziert) werde, dass er also nur von Gott und nicht vom Kaiser stamme. Die brandenburgischen Diplomaten ermittelten in der Zwischenzeit die Haltung der anderen europäischen Mächte. Sie machten deutlich, dass Friedrich ohne die Zustimmung des Kaisers niemals mit einer Anerkennung durch die europäischen Mächte rechnen könne. Die Verhandlungen beschleunigten sich, als bekannt wurde, dass das Ende des spanischen Königs nahte. Am 27. Juli 1700 billigte die Ständige Staatsconferenz in Wien die Anerkennung einer Krone Friedrichs III.
Die Bedingungen der Habsburger für die preußische Königskrone waren:
1. Bestätigung der seit dem Vertrag von 1686 bis 1706 zugesagten 8.000 Mann brandenburgische Hilfstruppen, die aber jetzt auch außerhalb des Reiches eingesetzt werden durften
2. Pauschalisierung der Subsidien auf jährlich 100.000 Taler
3. Verzicht auf alle rückständigen Subsidien aus dem Vertrag von 1686
4. Eine allgemeine und unverbindliche Erklärung zu einem der kaiserlichen Politik konformen Verhalten durch Brandenburg-Preußen

Der spanische König Karl II. verstarb am 1. November 1700, womit aufgrund der strittigen Nachfolgefrage der Ausbruch eines schwerwiegenden militärischen Konfliktes zwischen Frankreich und dem Hause Habsburg unmittelbar bevorstand. Kurz nach Eingang der Todesnachricht in Wien um den 15. November wurde daher der erneuerte Allianztractat unterzeichnet, der die Rangerhebung zum Königreich besiegelte. Am 24. November traf der Kurier mit dem Krontraktat in Berlin ein, den Friedrich III. am 27. November ratifizierte. Ebenfalls am 27. November ergingen die Weisungen an die brandenburgischen Gesandten in Paris, London, Den Haag und Warschau, die Zustimmung der einzelnen Mächte einzuholen. Am 4. Dezember ratifizierte der Kaiser den Vertrag.

## Zeremoniell der Krönung

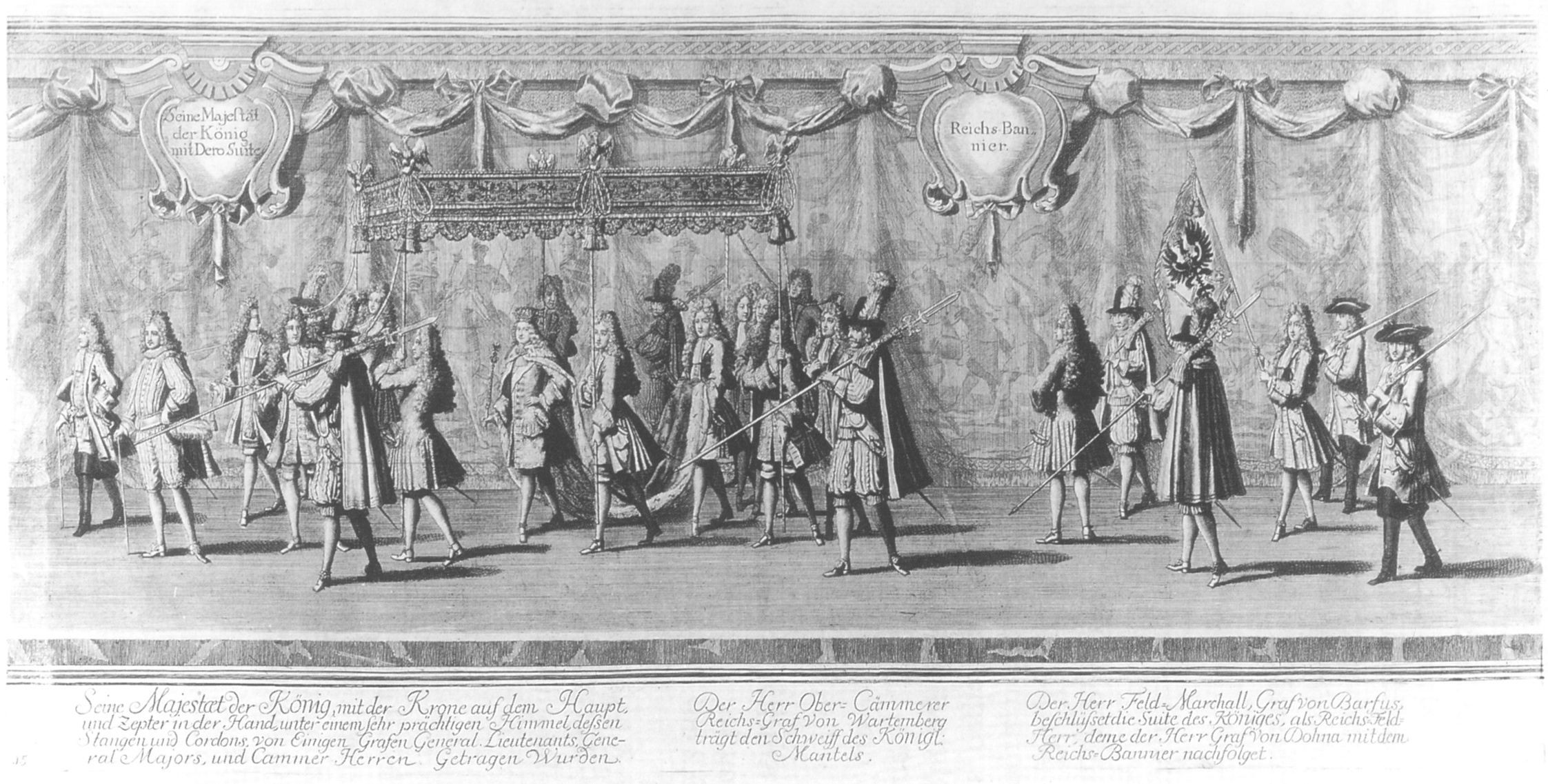
Krönungszug Friedrich I. mit der Krone auf dem Haupt und Zepter in der Hand.
zeitgenössisches Gemälde von Johann Georg Wolfgang (1662–1744)

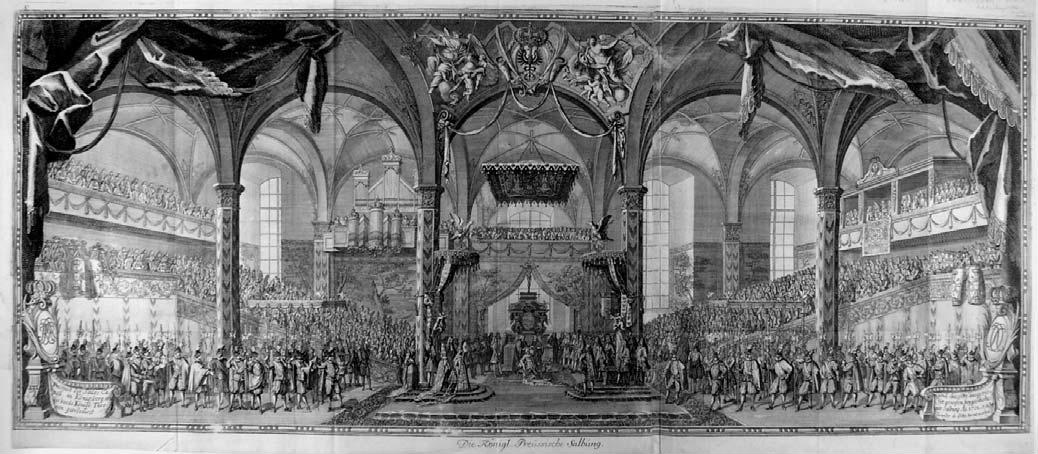
Salbung Friedrichs I.

Nach hektischen Vorbereitungen brach am 17. Dezember 1700 das Herrscherpaar mit einem großen Gefolge von Berlin auf mit dem Ziel Königsberg, der Hauptstadt des Herzogtums Preußen. Der Zug bestand aus vier Abteilungen, die zusammen 300 Reise- und Gepäckwagen ausmachten und einen Hofstaat von 200 Menschen umfassten. Auf dem Reiseweg standen insgesamt 30.000 Vorspannpferde bereit. Vormittags wurde gereist und nachmittags gefeiert. Nach zwölf Tagen, am 29. Dezember, erreichte der Zug Königsberg. Der Krönungsakt fand am 18. Januar 1701 im Königsberger Schloss statt. Am Tag zuvor hatte Friedrich III. den Schwarzen Adlerorden gestiftet, dessen Mitglieder auf Friedrichs Wahlspruch suum cuique (Jedem das Seine) eingeschworen wurden. Friedrich schlug die Mitglieder seines Ordens noch vor seiner Krönung zu Rittern, was mit allen in Europa geltenden Traditionen brach, da Ritterschläge erst nach einer Krönung erfolgten.

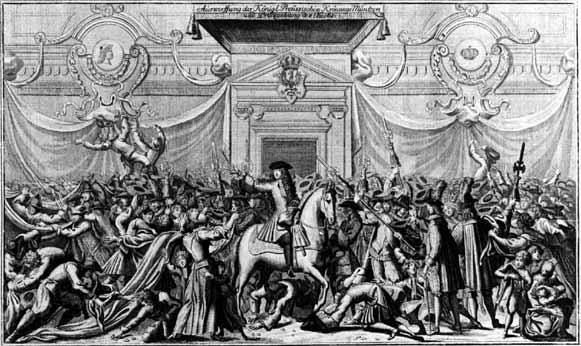
Auswerfung der Krönungsmünzen
Radierung von Johann Georg Wolffgang, 1712

Nachdem Friedrich im Audienzsaal (wobei es sich wohl um einen Saal des Unfriedtbaus gehandelt hat) erreicht hatte, empfing er die vom Oberkammerherrn Johann Kasimir Kolbe von Wartenberg auf den Knien präsentierte Krone und krönte sich von eigener Hand. Darauf folgte die Huldigung der Prinzen des königlichen Hauses. Dieses Zeremoniell mit der Selbstkrönung wurde der Krönung Karls XII. von Schweden entlehnt. Im Anschluss begab sich der Hofstaat in die Räume der Königin, wo Friedrich sie eigenhändig zur Königin krönte. Die Huldigung durch die Ständevertreter schloss sich an. Mit Purpur, Krone und Zepter zog der König, begleitet von der Königin Sophie Charlotte, in die Schlosskirche. Ihm folgten die Preußischen Oberräte, welche die 1700 von einem unbekannten Berliner Goldschmied angefertigten Krönungsinsignien trugen. Der Gottesdienst begann mit Kirchenliedern und der Predigt. Die Salbung wurde dann von den Hofpredigern Bernhard von Sanden und Benjamin Ursinus vorgenommen, die zuvor auf fragwürdiger Rechtsbasis zu Bischöfen ernannt worden waren. Von Sanden gehörte der lutherischen, Ursinus der calvinistischen Konfession an. Durch die Anwesenheit beider Bischöfe wurde der Konfession des calvinistischen Königshauses und der lutherischen Bevölkerungsmehrheit Rechnung getragen und sollte die Königswürde als von Gott gegeben dargestellt werden. Darauf folgte die Salbung der Königin. Im Anschluss zog der anwesende Klerus am Thron vorbei und huldigte dem Königspaar. Nach weiteren Liedern und Gebeten verkündete ein Hofbeamter eine Generalamnestie. Ausgenommen waren Gotteslästerer, Mörder, Schuldner und Hochverräter. Kurfürst Friedrich III. nannte sich nun Friedrich I. – König in Preußen Der Tag endete mit einem Krönungsmahl im Moskowitersaal.
Am Tag nach der Krönung begannen die Audienzen der Stände, die dem Königspaar ihre Glückwünsche darbrachten. Auf ihren Wunsch hin wurden die Kroninsignien und Juwelen sowie das gesamte königliche Ornat unter Bewachung der Schweizer Garde im Audienzsaal der Öffentlichkeit zur Schau gestellt. Auch die Geringeren durften nun ins Schloss, und es herrschte in den kommenden drei Tagen ein unerhörtes Gedränge in diesen Räumen.
Die Krönungszeremonien begleiteten kostspielige Feiern. So wurden am Krönungstag Münzen im Wert von 6.000 Talern unter das Volk verteilt (1 Taler entsprach etwa dem Wochenlohn eines einfachen Arbeiters), auf dem Schlossplatz gab es für das Volk gebratenen Ochsen und 4.000 Liter sprudelnden Weines aus zwei Brunnen. Ein prächtiges Feuerwerk beendete diesen Tag. Weitere Feierlichkeiten zogen sich bis ins Frühjahr hin. Die Gesamtkosten für die Krönung wurden später auf sechs Millionen geschätzt, bei einem jährlichen Staatsbudget von vier Millionen Talern. Christopher Clark schätzt, dass die Krönung das teuerste Einzelereignis der gesamten brandenburgisch-preußischen Geschichte war.
Die Zeremonie selbst wurde in weitem Maße von Friedrich selbst gestaltet. Er hat viele Einzelheiten wie die Krönungsinsignien, die Rituale und die Liturgie selbst bestimmt. Die Königskrone sollte die allumfassende sowohl weltliche wie auch geistliche Autorität des Königs symbolisieren. Unterstützt wurde Friedrich von zahlreichen Kennern internationaler Zeremonien. Der wichtigste war Johann von Besser als Zeremonienmeister. Selbstkrönung und anschließende Salbung standen für den Anspruch auf umfassende nur Gott unterworfene Gewalt.

## Folgen der Königskrönung
Die Rangerhöhung gilt als die „stolzeste Stunde“ im Leben Friedrichs I. und als nahezu unvermeidlicher und dringend erforderlicher Schritt. Zeitgenössische Kommentare zeugen von der weitreichenden Bedeutung der neuen Krone. So schrieb Leibniz dazu:

„DIe Auffrichtung des Neuen Preußischen Königreichs / ist eine der grösten Begebenheiten dieser Zeit / so nicht / wie andere / auff wenige Jahre ihre Wirckung erstrecket / sondern etwas nicht weniger beständiges als vortreffliches herfür gebracht. Sie ist eine Zierde des neuen Seculi, so sich mit dieser Erhöhung des Hauses Brandenburg angefangen“

### Außenbeziehungen

Darstellung des preußischen Adlers, der im Fluge aus dem Himmel ohne menschliche Vermittlung gekrönt wird – Sinnbild des allumfassenden Machtanspruchs der neuen Monarchie a Deo Destinata (von Gottes Vorsehung).
(Krönungsgabe der Berliner Juden an Friedrich I. anlässlich der Königskrönung)

Die formale Anerkennung der Krone vollzogen, wie vereinbart, zuerst August II., nur in seiner Eigenschaft als König von Polen, dann der römisch-deutsche Kaiser, es folgten Dänemark, England, der russische Zar, die Niederlande, die Schweiz und einige Kurfürsten. Allerdings gab es international nicht nur Zustimmung. Die Gegner, wie der französische König Ludwig XIV. und Papst Clemens XI., verweigerten eine Anerkennung. Ebenso verhielt es sich mit Spanien und Schweden. Erst allmählich zogen auch diese Mächte nach. Besonders der Deutsche Orden, der sich historisch als Eigner Preußens betrachtete, Papst Innozenz XII. sowie die polnischen Stände protestierten energisch. Der Sejm deklarierte das im Ergebnis des Zweiten Friedens von Thorn, 1466, als polnisches Lehen manifestierte Territorium entgegen dem Vertragswerk von Wehlau zum polnischen Einflussbereich. Die Anerkennung des preußischen Königstitels und der Standeserhebung des protestantischen Herzogtums Preußen zum Königreich Preußen durch den polnisch-litauischen Sejm folgte erst unter russischem Druck im Jahr 1764, die des Kirchenstaates 1787. Der Papst hatte bis dato dem „häretischen“ preußischen König nur den Titel eines „Markgrafen von Brandenburg“ zugestanden. Der Hochmeister des Deutschen Ordens führte noch bis 1834 den Titel „Administrator des Hochmeistertums in Preußen“.
Auf lange Sicht sicherte das neue Königtum den Hohenzollern die Gleichrangigkeit gegenüber den anderen europäischen Mächten. Im Reich erwarben sie die Vormachtstellung unter den protestantischen Mächten, die bis zum Konfessionswechsel von 1697 der Kurfürst von Sachsen innegehabt hatte.
Gemäß dem Vertrag nahm Preußen auf Habsburger Seite am Spanischen Erbfolgekrieg mit einem Kontingent der preußischen Armee teil. Nach Angaben Friedrichs II. kamen im Kriegsverlauf 30.000 preußische Soldaten ums Leben.

### Innenpolitik
Innenpolitisch förderte die Königskrönung die staatliche Einheit der geografisch weit auseinander liegenden und wirtschaftlich stark unterschiedlichen hohenzollerschen Territorien. Bei staatlichen Institutionen, Behörden und der Armee ersetzte das Prädikat „königlich-preußisch“ das bisherige „kurbrandenburgisch“. Der Name „Preußen“ und „preußisch“ übertrug sich im Laufe des 18. Jahrhunderts auf alle Gebiete Brandenburg-Preußens.
Mit der Rangerhöhung stiegen die inneren und äußeren Ansprüche und Erwartungen an königliche Repräsentation und Hofhaltung enorm. Im Bemühen, nach außen hin gegenüber seinen europäischen Standesgenossen als ebenbürtig aufzutreten, entwickelte Friedrich I. einen seinem Königtum angepassten Aufwand und Prunk im Stile des Barock. Ein bekanntes Beispiel dafür war das Dreikönigstreffen mit dem polnischen und dänischen Herrscher 1709. Die staatlichen Eigenmittel und die oft schleppend und unvollständig eintreffenden Subsidien reichten für die aufwändige Inszenierung höfischen Glanzes in Berlin und Potsdam, besonders für den Neubau des Berliner Stadtschlosses, nicht aus. Bis 1713 musste die Staatskasse durch Schulden hoch belastet und durch rigorose Steuermaßnahmen aufgefüllt werden, wobei das so genannte Drei-Grafen-Kabinett eine Schlüsselrolle innehatte.

### Preußisch-habsburgischer Gegensatz
Zwar sicherte sich das zu diesem Zeitpunkt isolierte Habsburg durch die Anerkennung der Rangerhöhung für den anstehenden Spanischen Erbfolgekrieg einen Verbündeten und damit wertvolle militärische Unterstützung, aber langfristig war die hohenzollersche Rangerhebung für die Habsburger ein Nachteil. Wie befürchtet entwickelte sich der Staat zu einem starken protestantischen Fürstentum, das die Vorherrschaft der Habsburger im deutschen Raum erst erschüttern und im 19. Jahrhundert schließlich brechen sollte. Vereinzelt gab es auch kritische Stimmen auf habsburgischer Seite. So soll Prinz Eugen gesagt haben: „Man täte gut daran, die Befürworter dieser Krone aufzuhängen.“

## Gedenken und Erinnerung

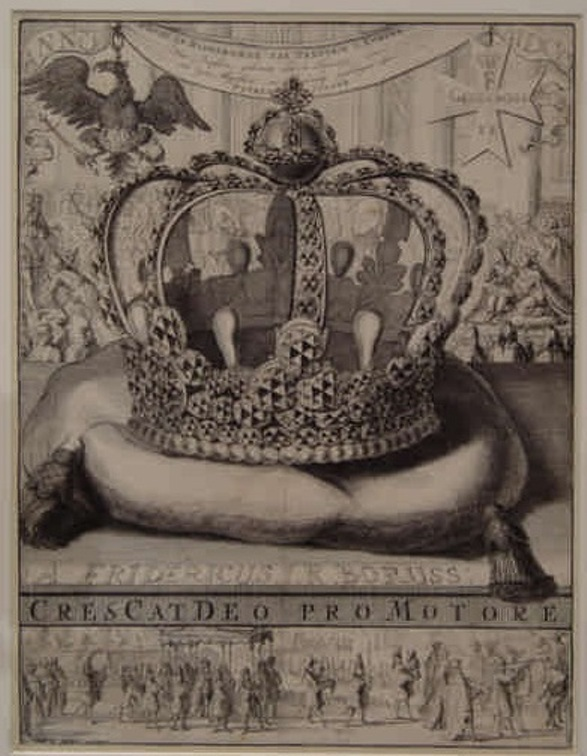
Peter Schenk: Gedenkbild zur Krönung (1703). Auf einem Kissen die neue preußische Königskrone, im Hintergrund der gekrönte König vor Repräsentanten des Landes, links oben der preußische Adler, rechts oben das Kreuz des Ordens de la Générosité. Unter dem Namenszug FRIDERICUS I. R[EX] BORUSS[IAE] das lateinische Chronogramm CRESCAT DEO PROMOTORE („Er wachse mit Gottes Förderung“; 1700), darunter die Krönungsprozession.
Die Krone war mit 153 Diamanten, 2 Dicksteinen und 8 Birnperlen besetzt.

In Abgrenzung zu den Feierlichkeiten Friedrichs I. vollzogen die folgenden preußischen Könige statt einer kostspieligen zeremoniellen Krönung ihren Regierungsantritt nur mit einer einfachen Inthronisierung und der Einholung von Huldigungen in den Staaten des Königs von Preußen. Friedrich II. sah als aufgeklärter Monarch in der Königskrone vor allem ein überflüssiges Projekt, das nur den Repräsentationsbedürfnissen seines Großvaters entsprungen war. So schrieb er in seiner 1750 erschienenen Geschichte meiner Zeit:

„Ihm lag mehr am blendenden Glanz als am Nützlichen, das bloß gediegen ist. 30.000 Untertanen opferte er in den verschiedenen Kriegen des Kaisers und der Verbündeten, um sich die Königskrone zu verschaffen. Und er begehrte sie nur deshalb so heiß, weil er seinen Hang für das Zeremoniewesen befriedigen und seinen verschwenderischen Prunk durch Scheingründe rechtfertigen wollte. Er zeigte Herrscherpracht und Freigiebigkeit. Aber um welchen Preis erkaufte er sich das Vergnügen, seine geheimen Wünsche zu befriedigen.“

Die Nachwelt übernahm dieses Bild zwar weitgehend und unreflektiert, doch für den preußischen Hof blieb das Ordensfest am 17./18. Januar der höchste Feiertag. Das Datum der Proklamation des Kaiserreichs in Form der Ausrufung des Königs von Preußen zum Deutschen Kaiser am 18. Januar 1871 nahm symbolisch Bezug auf die Königskrönung von 1701 und galt bald als weitere Rangerhöhung.
Den 300. Jahrestag der Krönung nahmen das Land Brandenburg und Berlin zum Anlass, das Preußenjahr 2001 auszurufen. Im Zentrum des Kulturjahres stand die Beschäftigung mit Preußen in über 4.600 Veranstaltungen, in denen mehr als 400.000 Besucher in zahlreichen Ausstellungen und Veranstaltungen Einblick in die Vergangenheit nahmen.
Die Kroninsignien von 1701 haben bis auf den Juwelen- und Perlenbesatz der Kronen die Zeit überdauert und sind seit dem 18. Januar 1995 im Kronkabinett von Schloss Charlottenburg in Berlin ausgestellt: die beiden Krongestelle, das Zepter, der Reichsapfel, das Reichssiegel und das Reichsschwert.